# Cynoglossus gilchristi
Cynoglossus gilchristi är en fiskart som beskrevs av Regan 1920. Cynoglossus gilchristi ingår i släktet Cynoglossus och familjen Cynoglossidae. Inga underarter finns listade i Catalogue of Life.